# Дома 1109 км
Дома 1109 км — населённый пункт без статуса в Ярском районе Удмуртии, в составе Бачумовского сельского поселения.
Населённый пункт расположен в 0,5 км от станции Сада расположенной на 1109 км железной дороги, в 2,4 км от села Сада.

## Население
| 2010 | 2012 |
| ---- | ---- |
| 3    | →3   |